# Mutts to You
Mutts to You (br.: Raças e graças) é um filme de curta metragem estadunidense de 1938, dirigido por Charley Chase. É o 34º de um total de 190 filmes da série com os Três Patetas produzida pela Columbia Pictures entre 1934 e 1959.

## Enredo
Um casal com bebê está para seguir viagem (Bess Flowers e Lane Chandler) e o marido resolve levar o cão dálmata da família para um banho, o que contraria a esposa que não quer que o animal vá junto. Ele deixa o cão no estabelecimento dos Três Patetas que imediatamente colocam o animal em uma esteira e diversos equipamentos mecânicos fazem o embelezamento (a esteira é similar a uma invenção vista em Our Gang, série que o diretor desse curta, Charley Chase, trabalhou). Quando entregam o cão e recebem o pagamento, os Patetas vão para casa em seu velho carro empurrado por Curly. Ao, sem saber, passarem pela residência do casal, eles avistam o bebê na porta da frente e pensam que fora abandonado (na verdade a mulher desistiu da viagem por causa do cão e estava tentando abrir a porta dos fundos pois a chave ficara com o marido). Eles simpatizam com a criança e resolvem adotá-la. Para levarem para o seu apartamento eles a escondem do proprietário (Vernon Dent) que fica desconfiado quando vê leite derramado no chão. Na manhã do dia seguinte o trio vê a foto do bebê no jornal e a notícia de que tinha sido raptado. Curly se disfarça de mãe do bebê ("Senhora O'Toole" da Irlanda) e junto dos outros dois tentam levar a criança até a delegacia. No caminho, o trio encontra o policial O'Hallora (Bud Jamison) que resolver flertar com a "compatriota", "Senhora O´Toole". Ao reconhecer o bebê ele inicia a perseguição aos Patetas. Quando captura Moe e Larry e descobre Curly numa caixa com o bebê, ele está para levá-los para a prisão mas o casal chega e o marido reconhece os Patetas da lavanderia de animais. Eles percebem que foi um engano e o trio é liberto, levando o bebê para ser lavado na esteira da loja deles. Mas Curly mexe por engano numa alavanca e, ao invés, de ser lavado por mãos mecânicas, o bebê leva uma série de palmadas.

## Ídiche
Quando o policial O'Halloran interroga Moe e Larry disfarçados de chineses de lavanderia, Moe responde em uma falsa lingua chinesa mas Larry mistura Ídiche e Inglês e diz: "Ikh bin ah China boychik fun Slobodka un Ikh bet dir 'hak mir nit ah chaynik' and I don't mean efsher". O significado é algo como "Eu sou um rapaz chinês de Slobodka e não quero que me incomode para não ter que dizer talvez". Moe explica que Larry é da China, "Lado Leste" (uma piada com o "Lado Leste" de Manhattan, de predominância judia).